# Wapsa grandis
Wapsa grandis är en ringmaskart. Wapsa grandis ingår i släktet Wapsa och familjen glattmaskar. Inga underarter finns listade i Catalogue of Life.